# Střední odborná škola a Střední odborné učiliště Mladá Boleslav
Střední odborná škola a Střední odborné učiliště, Mladá Boleslav, Jičínská 762 je veřejná škola, která poskytuje střední odborné vzdělání s výučním listem, úplné střední odborné vzdělání s maturitou v denní i dálkové formě studia a další vzdělávací kurzy.

## Historie
Škola byla zřízena v roce 1883 z rozhodnutí sněmu Království českého jako Zimní hospodářská škola v Mladé Boleslavi. V roce 1888 byla ale přeměněna na Rolnickou školu s dvouletým celoročním vyučováním. Od roku 1952 fungovala škola jako Zemědělská technická škola. V roce 1993 se transformovala na Integrovanou střední školu zemědělskou a technickou – Centrum odborné přípravy. V roce 1999 se sloučila škola se Středním odborným učilištěm stavebním a Učilištěm Josefův Důl a vznikla tak Střední odborná škola, Střední odborné učiliště a Učiliště – Centrum odborné přípravy. Od 1. září 2005 škola funguje jako Střední odborná škola a Střední odborné učiliště, Mladá Boleslav, Jičínská 762.

## Studium

### Studijní obory
Škola nabízí čtyřleté denní studium zakončené maturitní zkouškou a získání úplného středního odborného vzdělání v těchto oborech:
- Veřejnosprávní činnost (68-43-M/01)
- Technické lyceum (78-42-M/01)
  - 1. blok Informační a komunikační technologie
  - 2. blok Strojírenství
- Mechanizace a služby (41-45-M/01)
  - zaměření Doprava a logistika

Škola nabízí pětileté dálkové studium zakončené maturitní zkouškou a získání úplného středního odborného vzdělání v tomto oboru:
- Veřejnosprávní činnost (68-43-M/01)

### Učební obory
Škola nabízí tříleté denní studium zakončení výučním listem a získání středního odborného vzdělání v těchto oborech:
- Mechanik opravář motorových vozidel (23-68-H/01)
- Elektrikář (26-51-H/01)
- Autoelektrikář (26-57-H/01)
- Truhlář (33-56-H/01)
- Zedník (36-67-H/01)
- Operátor skladování (66-53-H/01)

### Nástavbové studium
Škola nabízí denní (dvouleté) i dálkové (tříleté) studium a získání úplného středního odborného vzdělání s vyučením i maturitou v tomto oboru:
- Podnikání (64-41-L/51)